# Balthasar von Neuenstadt

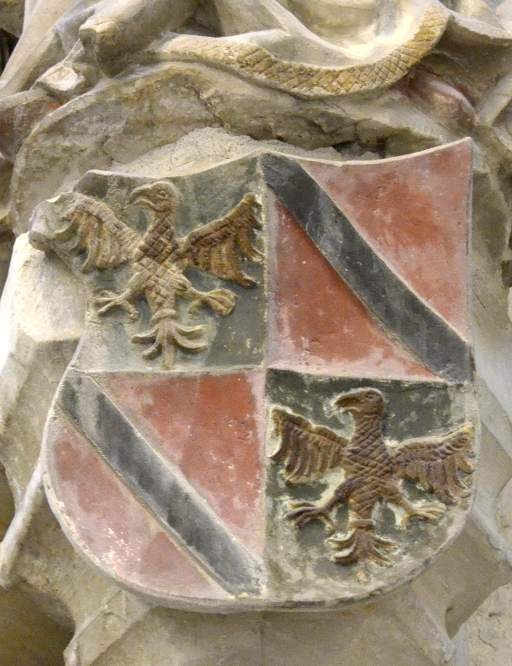
Wappen des Balthasar von Neuenstadt im Halberstädter Dom

Balthasar von Neuenstadt († 17. Oktober 1516 in Halberstadt) war Dompropst zu Halberstadt und trat mehrfach als Stifter am Dom zu Halberstadt hervor.
Neuenstadt wurde im Jahre 1474 in das Domkapitel Halberstadt aufgenommen, dem er bis zu seinem Tod 1516 angehörte. Er war der Nachfolger von Dompropst Heinrich Gerwen.
Zu seinen Stiftungen im Halberstädter Dom gehören der große Radleuchter im Mittelschiff und die Neuenstädter Kapelle im Kreuzgang des Domes. Die Stiftung der Kapelle ist seine umfangreichste. Sie umfasste nicht nur den Bau der Kapelle, sondern auch die vollständige Ausstattung (Marienaltar, Hängeleuchter, Vasa Sacra, Textilien) sowie den Unterhalt für vier Priestervikare und zwei Chorschüler in der Kapelle. Eine genaue Abhandlung der Liturgie der Kapelle ist bei Fuhrmann 2002, S. 210ff. zu finden.
Seine rege Tätigkeit als Stifter spiegelt sich auch in den zahlreichen Wappen seiner Familie im Dom wider: So zum Beispiel zu Füßen der Statue des Heiligen Laurentius in der Vierung, als Schlussstein im Mittelschiffgewölbe oder an zwei Glocken im Nordturm.
Seine Metallgrabplatte aus der Vischer’schen Schule befand sich ursprünglich im Mittelschiff unter seinem gestifteten Leuchter und ist heute auf der Südquerhausempore aufgestellt. Eine Zeichnung der Grabplatte von Hermann Heinrich Schäfer (1815–1873) aus dem Jahr 1842 befindet sich im Gleimhaus und ist bei MuseumDigital abgebildet.
Stiftungen

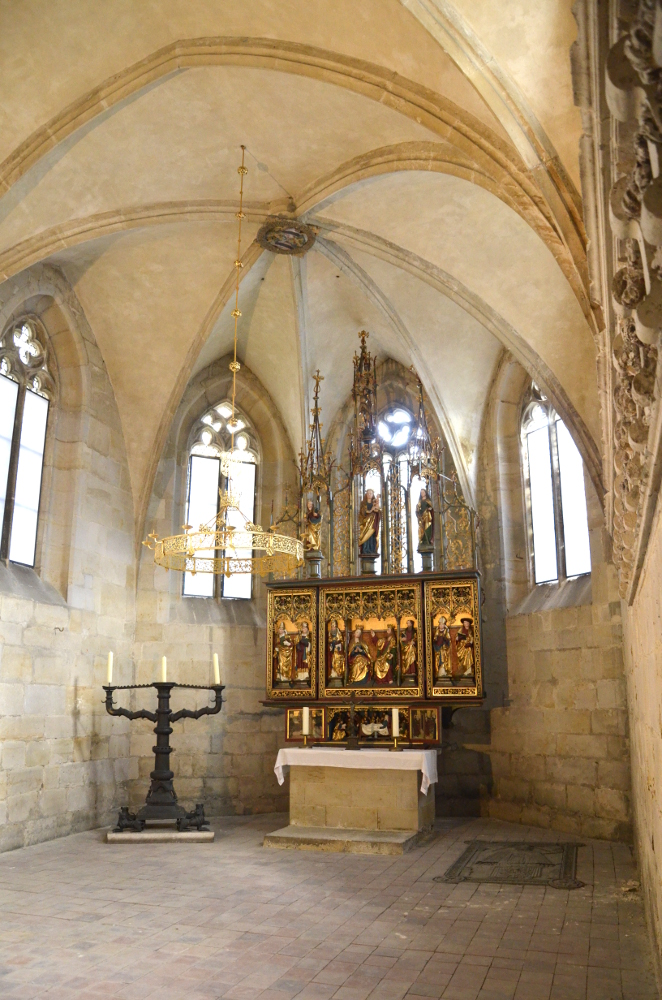
Neuenstädter Kapelle im Kreuzgang des Halberstädter Domes
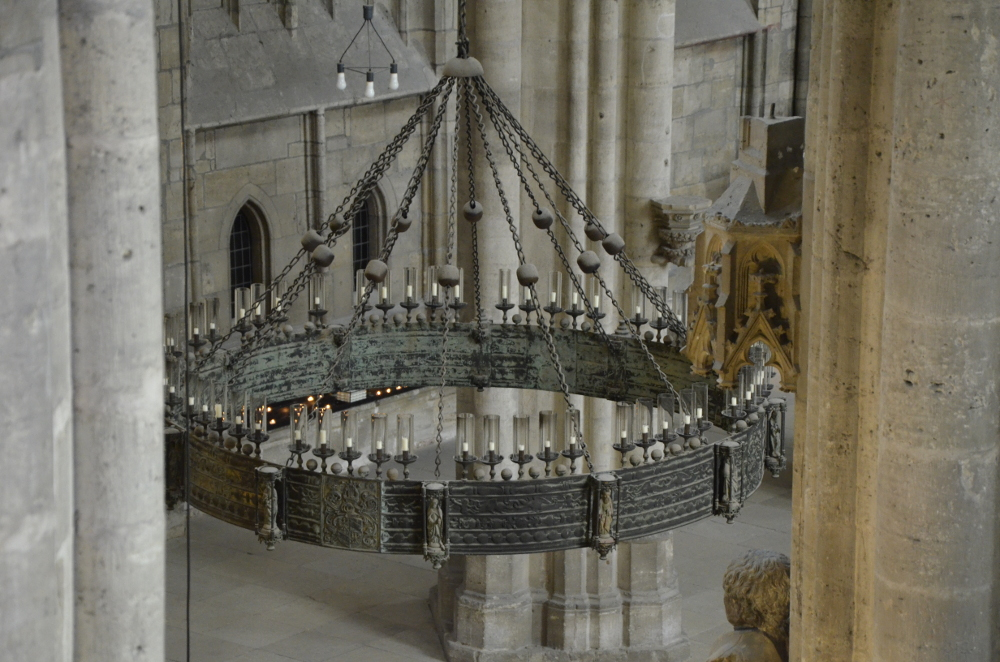
Radleuchter im Mittelschiff
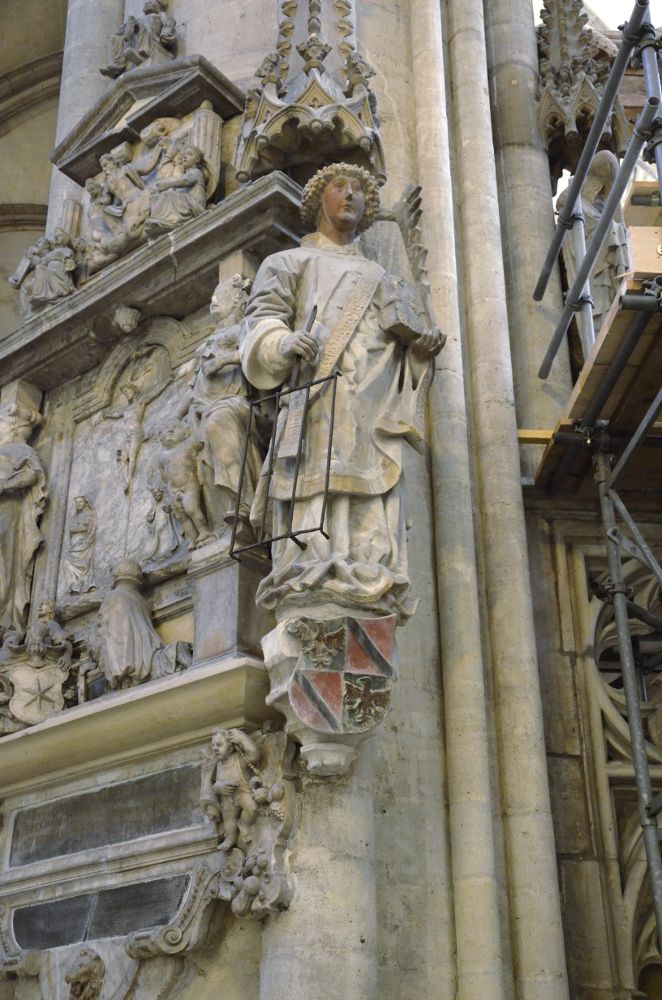
Hl. Laurentius in der Vierung am nordwestlichen Pfeiler
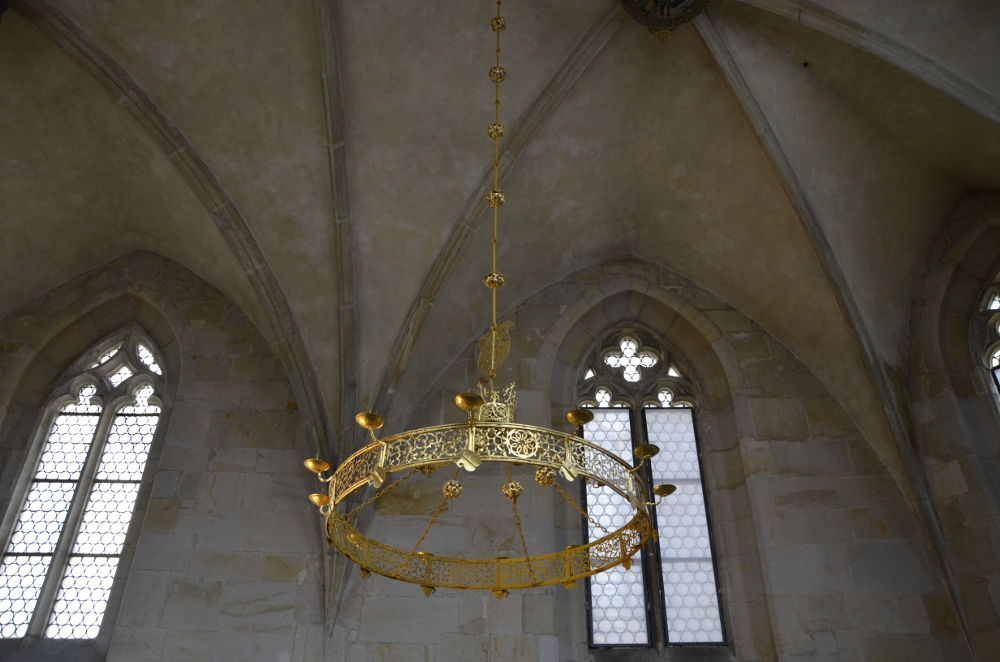
Hängeleuchter in der Neuenstädter Kapelle
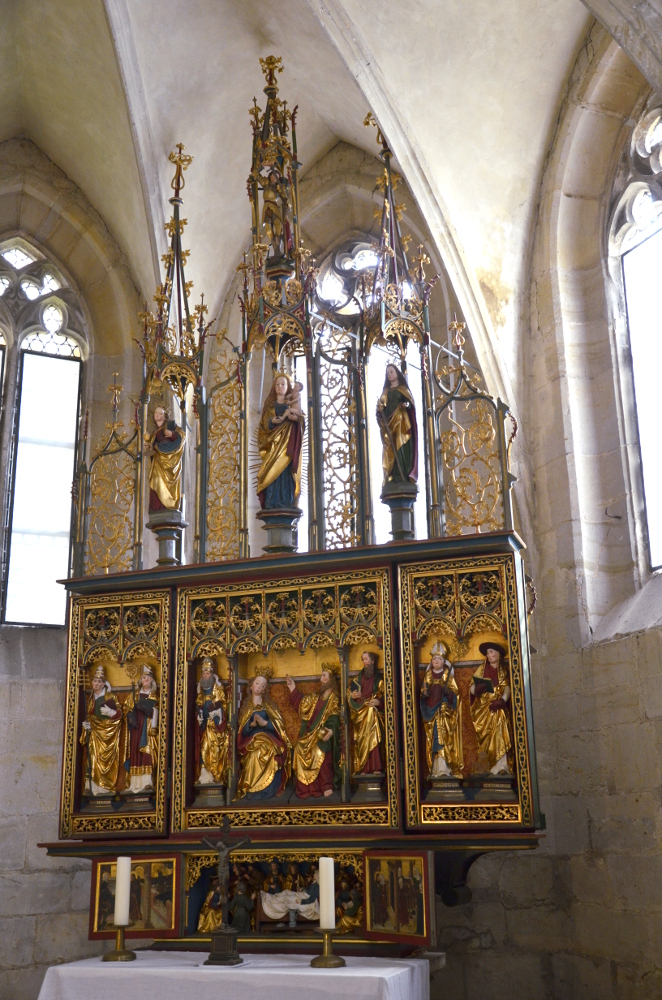
Marienaltar in der Neuenstädter Kapelle
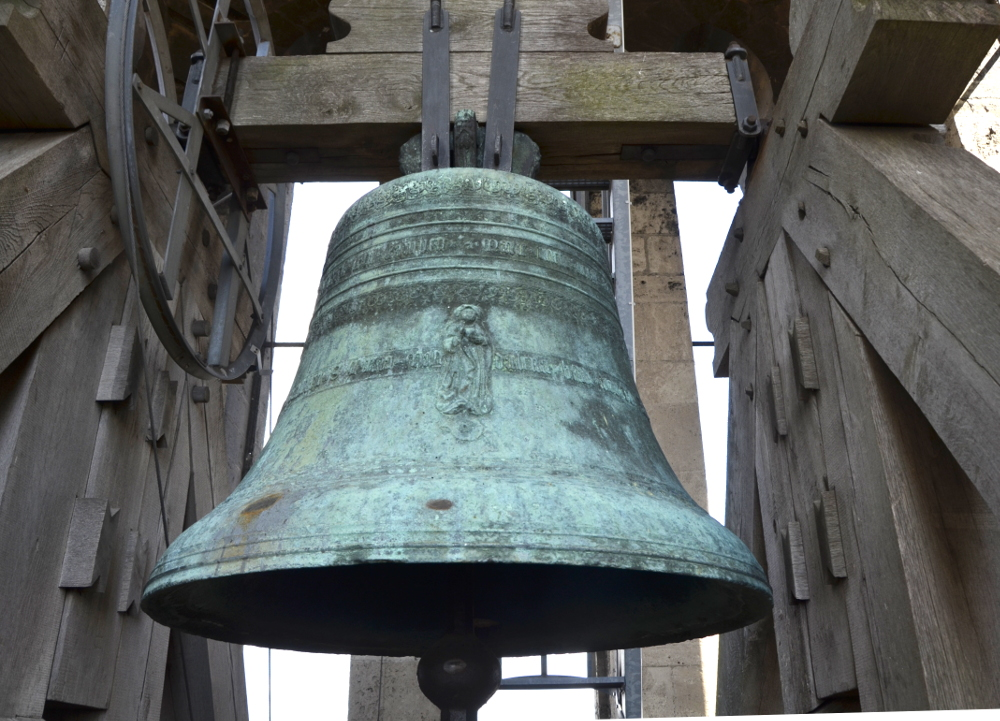
Glocke „Maria Magdalena“ im zweiten Glockengeschoss des Nordturms
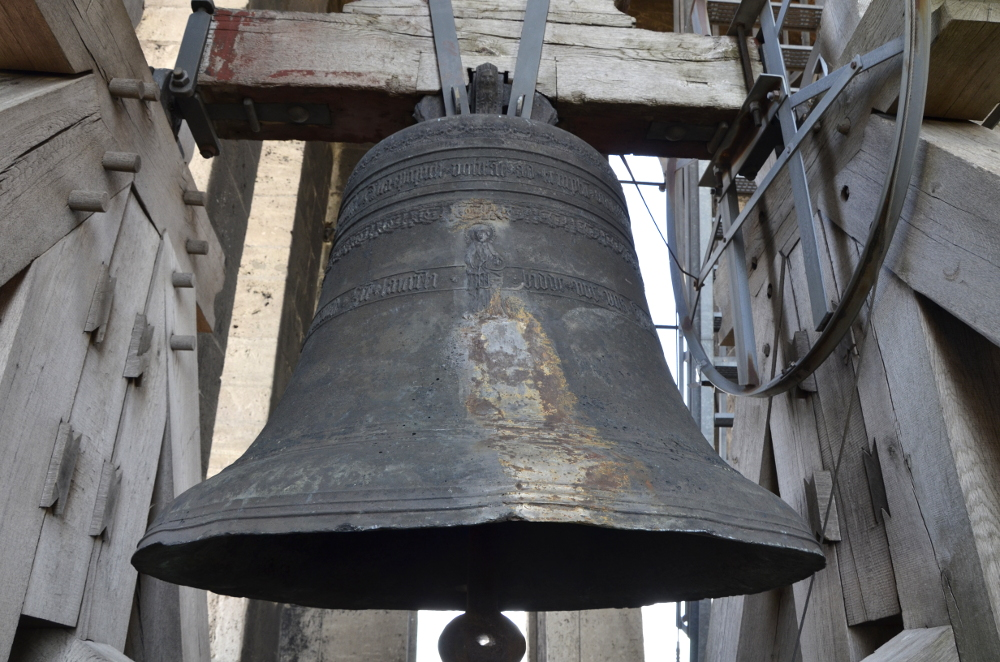
Laurentiusglocke im zweiten Glockengeschoss des Nordturms
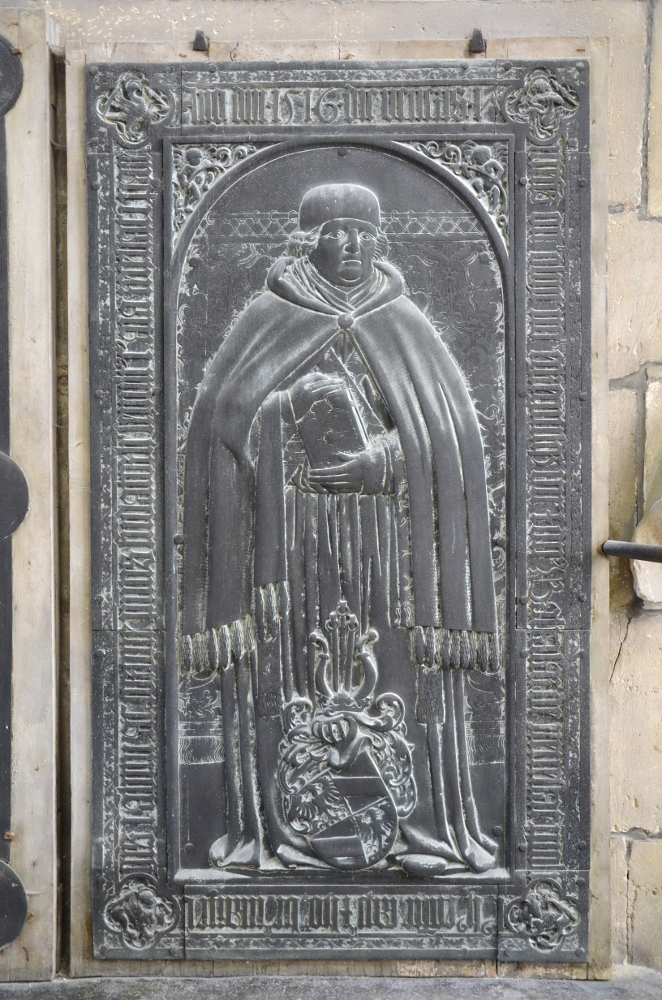
Grabplatte des Balthasar von Neuenstadt, heute an der Ostwand der Südempore